# Каатинга сіра
Каати́нга сіра (Herpsilochmus dorsimaculatus) — вид горобцеподібних птахів родини сорокушових (Thamnophilidae). Мешкає на північному заході Амазонії.

## Опис
Довжина птаха становить 11,5 см, вага 9,5—10,5 г. Тім'я самця чорне, над очима білі «брови», через очі проходять чорні смуги. Спина пістрява, чорно-біло-сіра. Нижня частина тіла сіра. Верхня частина хвоста біла. У самиці на тімені білі плями, на лобі плями охристого кольору. Обличчя, горло і груди жовтувато-коричневі.

## Поширення й екологія
Сірі каатинги поширені на півдні Венесуели (захід і південь Болівару, Амасонас), на сході Колумбії (східні частини департаментів Ґуайнія, Ваупес, Какета) і на північному заході бразильської Амазонії (на схід від річки Тромбетас у штаті Пара). Живуть у кронах і на галявинах вологих рівнинних тропічних лісів на висоті до 400 м над рівнем моря. Це єдиний вид каатинг, який мешкає на північному заході Амазонії, в ігапо і каатингах.